# موطي يوغيف
موطي يوغيف (بالعبرية: מוטי יוגב‏) (من مواليد 22 فبراير 1956) سياسي إسرائيلي يشغل حاليا منصب عضو في الكنيست عن البيت اليهودي.